# Przemyt

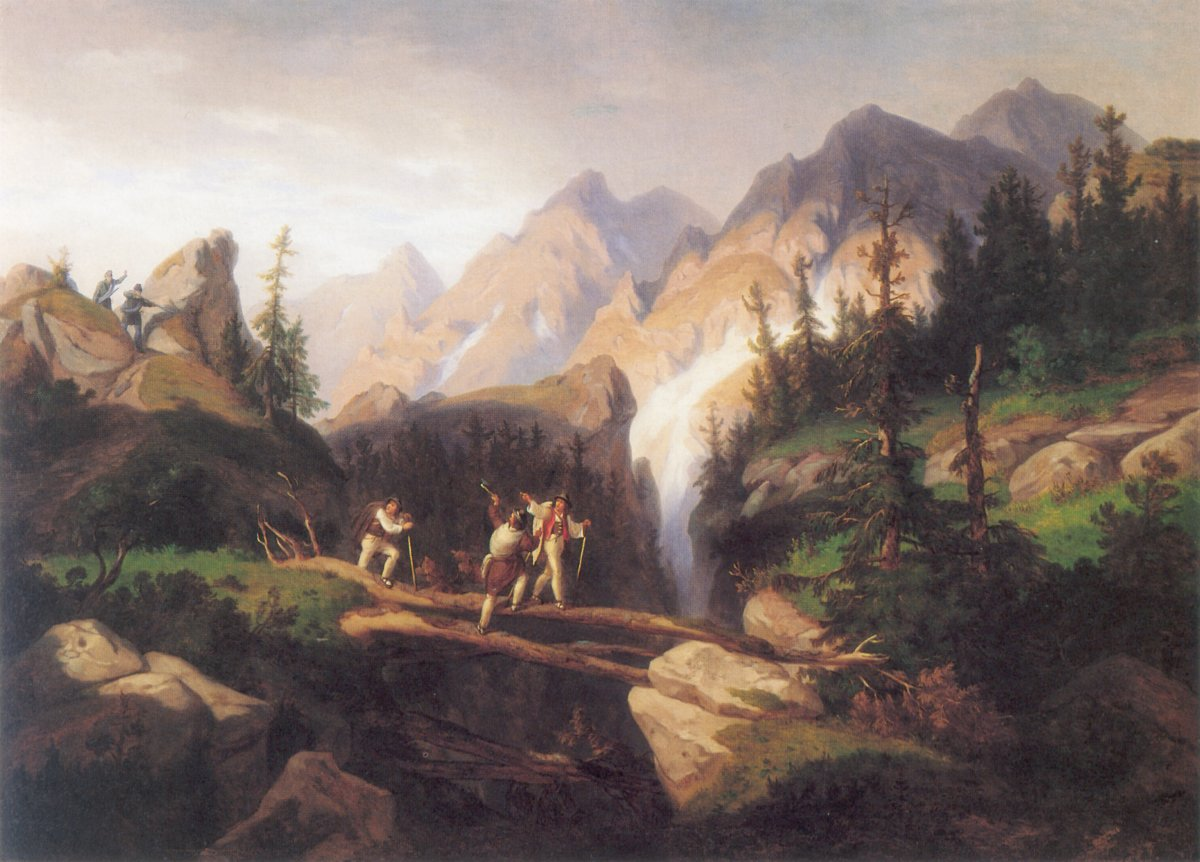
Kontrabandziści w Tatrach, Alfred Schouppé, 1870

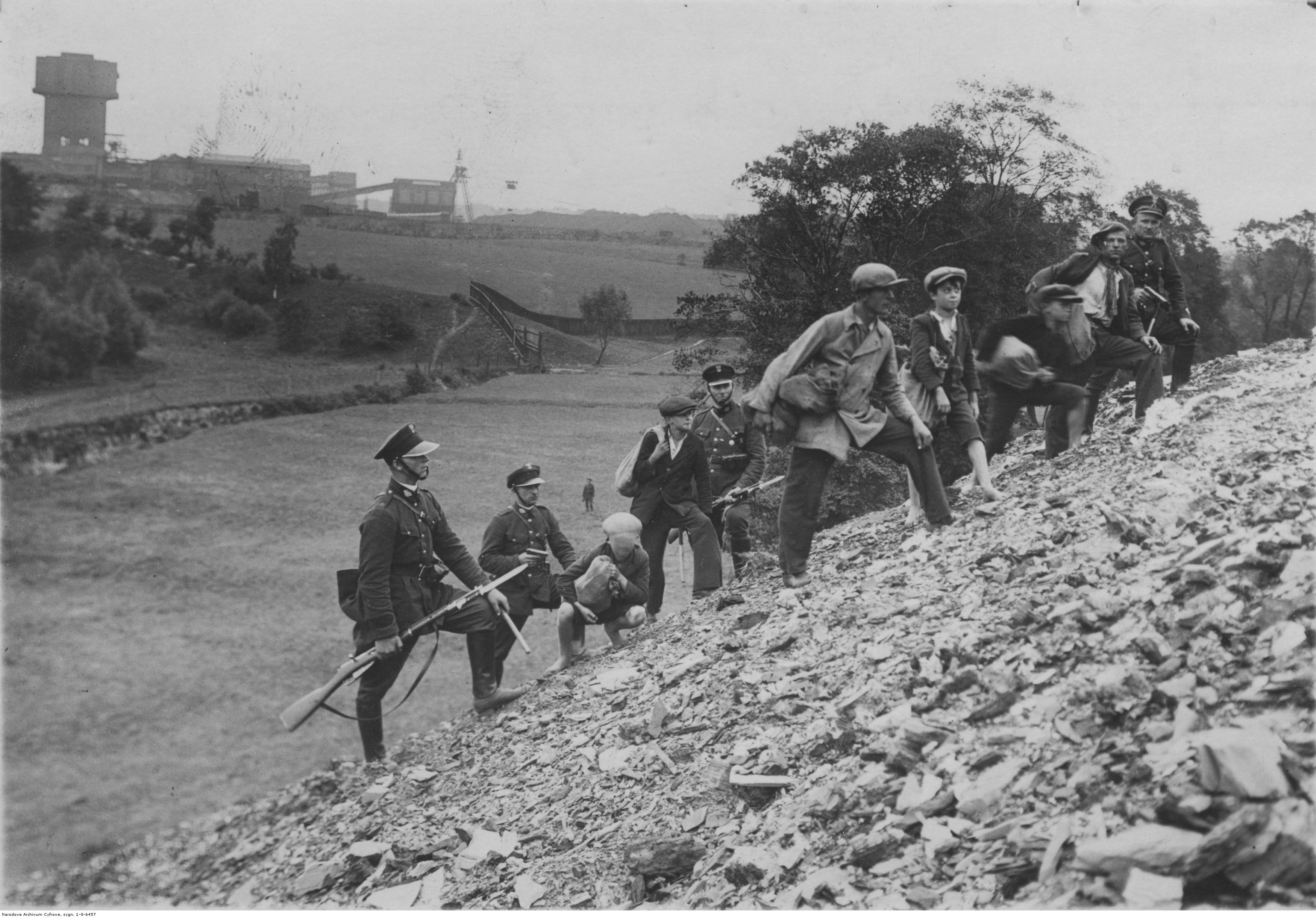
Straż Graniczna uzbrojona w kbk wz. 91/98/25 eskortuje grupę przemytników na Górnym Śląsku

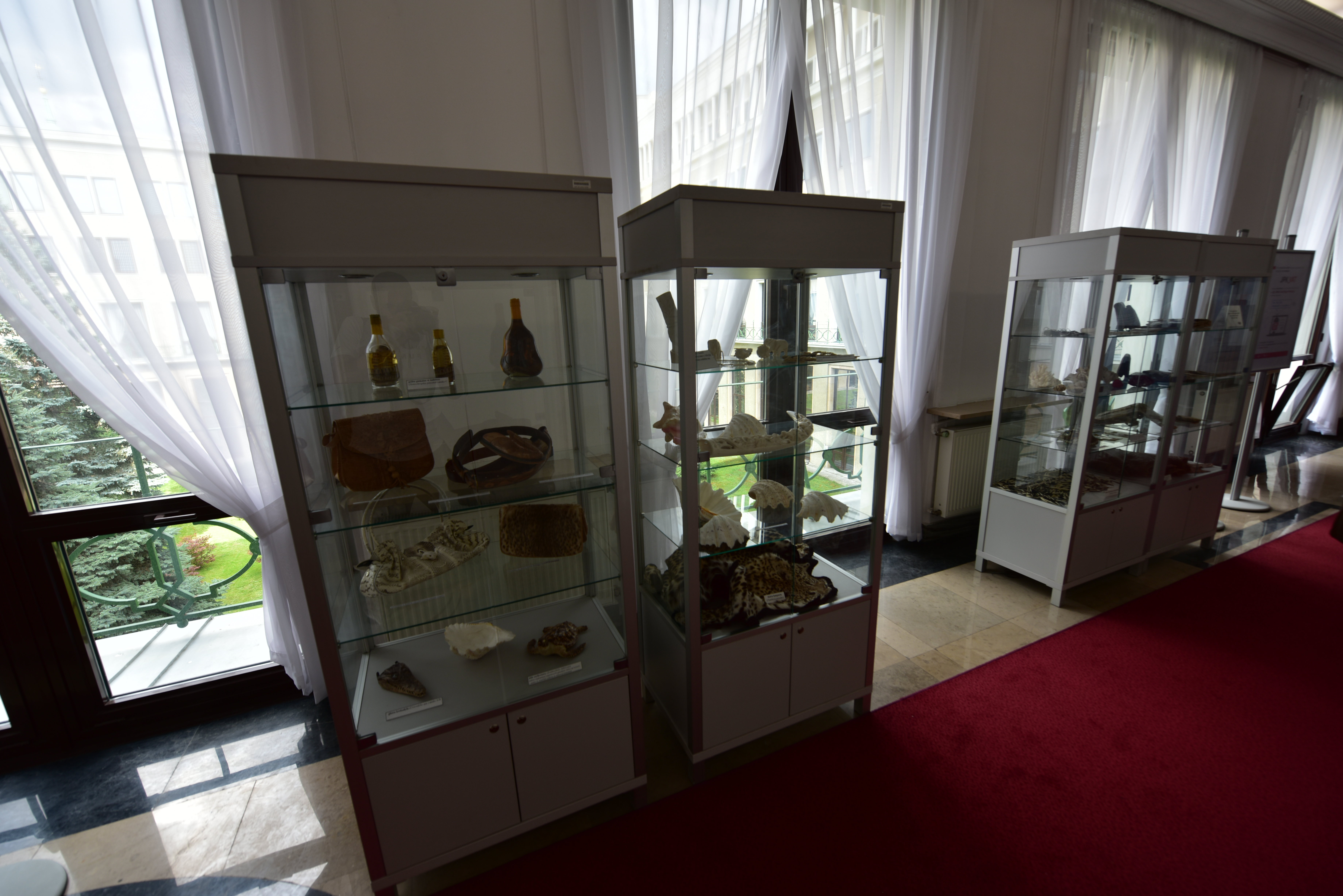
Towary z przemytu eksponowane w gmachu Ministerstwa Finansów w Warszawie

Przemyt (kontrabanda, pot. szmugiel) – przemieszczenie towarów pomiędzy państwami z pominięciem opłat celnych, akcyzy, podatku VAT i innych należności wobec państwa, na którego terytorium wwieziono towar, lub też wwiezienie towaru, którym obrót jest w danym kraju zakazany przez prawo. Omija się również, rzadko co prawda występujące, opłaty i ograniczenia wywozowe.
Ogólniejsza definicja mówi, iż przemytem nazywa się przemieszczenie między państwami lub obszarami celnymi dowolnego towaru z naruszeniem obowiązującego prawa.
Nasilenie przemytu zależy od stosunku opłacalności tego procederu do ryzyka sankcji karnej, jest wprost proporcjonalne do potencjalnego zysku, a odwrotnie do sprawności organów państwa.
Historia przemytu jest równie długa, jak historia opłat granicznych i prawnych ograniczeń handlu.

## Przemyt w Polsce
W okresie rozbiorów istniało zjawisko przemytu pomiędzy zaborami. 
W okresie II Rzeczypospolitej na Górnym Śląsku całe miejscowości żyły z przemytu, głównie cukru, który z powodu protekcjonistycznej polityki Polski był niewspółmiernie drogi w porównaniu z jego cenami w Niemczech.
W czasie II wojny światowej, po wprowadzeniu przez okupacyjne władze niemieckie przydziałów kartkowych, pojęciem „szmugiel” określano przemyt żywności ze wsi do miast oraz ze „strony aryjskiej” do gett żydowskich.
W latach PRL-u przemycano niemal wszystko, z powodu braków na rynku wewnętrznym i ograniczeń prawnych (np. pornografię).
W III RP z powodu wysokiego podatku akcyzowego opłacalny stał się przemyt papierosów, alkoholu i paliw płynnych. Zajmują się nim zarówno pojedyncze osoby, tzw. mrówki, jak i większe, zorganizowane grupy. Nasila się także zjawisko przemytu narkotyków, w obydwu kierunkach. Polska ma duży udział w rynku amfetaminy i jej pochodnych, które są nielegalnie wywożone na zachód, a z drugiej strony jest konsumentem pochodnych konopi indyjskich, opiatów i kokainy.

## Przemyt na świecie
W XVIII w. w Europie odbywał się nielegalny handel na masową skalę między Anglią a niektórymi krajami europejskimi, m.in. Francją. Zjawisko występowało zwłaszcza w Kornwalii, gdzie trudny teren i niebezpieczne wybrzeże stanowiły o przewadze przemytników. Jednak najbardziej znanym przykładem na zorganizowanego na masową skalę przemytu są lata prohibicji w Stanach Zjednoczonych, kiedy to wiele gangów, w tym najsłynniejszy Ala Capone zajmowało się, obok produkcji alkoholu na miejscu, także jego przemytem z Kanady i Meksyku.
Współcześnie obiektem przemytu bywa broń i amunicja, narkotyki, dzieła sztuki, rzadkie gatunki zwierząt i roślin.